# Мозолевський Іван Вікторович
Мозолевський Іван Вікторович (1 квітня 1862, Тулиголове — 3 липня 1940, Харбін) — український громадський діяч в Маньчжурії. Доктор медицини. Заступник української консула в Харбіні (1918—1919). Син священика. Дійсний статський радник. Нагороджений Орденами Святого Володимира 1-3 ст.

## Життєпис
Народився 1 квітня 1862 року в селі Тулиголове Глухівського повіту Чернігівської губернії, нині — Кролевецького району Сумської області.
Закінчив Глухівську прогімназію, у 1880 році Колегію Павла Ґалаґана в Києві, а в 1886 році Військово-медичну академію в Петербурзі.
Від 1887 року на військовій службі. Працював лікарем на Волині, служив у Карській губернії, звідки 1908 прибув до Харбіна.
З 16 серпня 1908 по 22 вересня 1911 — працював головним лікарем шпиталю Заамурської округи прикордонної варти.
У 1911—1921 рр. — окружний лікар.
Учасник білогвардійського руху в Росії. Був полонений. На обліку в органах правопорядку з 1923 в Україні.
В 1918—1919 — заступник української консула в Харбіні Петра Твердовського, в 1921 — інспектор харбінської українській гімназії. На початку 1930-х цікавився організацією української школи в Харбіні.
Після 1921 працював лікарем в різних гімназіях Харбіна, в тому числі і українській гімназії. У 1924—1935 — міський санітарний лікар Харбіна.

## Громадська діяльність
Сходознавець-аматор, зібрав велику колекцію орієнталістики, головно предметів буддистського культу. Член Товариства російських орієнталістів в Харбіні, був близький з Володимиром Арсеньєвим. В липні 1917 обраний головою Маньчжурської Української Округи Ради. 20 грудня 1917 на загальних зборах МУОР визначений кандидатом до Українських Установчих Зборів від українців Маньчжурії. На початку лютого 1918 склав повноваження голови МУОР через те, що не поділяв позиції IV Універсалу. У вересні 1918 на з'їзді українців Маньчжурії обраний членом Маньчжурської тимчасової політичної Ради. У 1935—1940 рр. — член Української Національної Колонії в Харбіні.

## Автор праць
Автор історичного дослідження про роль українських братських шкіл та колегій в житті України (1934).